# Vela nos Jogos Pan-Americanos de 1987
As competições de vela nos Jogos Pan-Americanos de 1987 foram realizadas em Indianápolis, Estados Unidos. Esta foi a nona edição do esporte nos Jogos Pan-Americanos. 

## Eventos masculinos
| Evento                  | Ouro                | Prata                | Bronze                   |
| ----------------------- | ------------------- | -------------------- | ------------------------ |
| Prancha à vela detalhes | Mike Gebhardt (USA) | Jorge García (ARG)   | Richard Myerscough (CAN) |
| Laser detalhes          | Chris Larson (USA)  | Jonas Penteado (BRA) | Jorge Yáñez (CUB)        |

## Eventos femininos
| Evento                  | Ouro               | Prata                 | Bronze                  |
| ----------------------- | ------------------ | --------------------- | ----------------------- |
| Prancha à vela detalhes | Kathy Steele (USA) | Caroll-Ann Alie (CAN) | Rosarito Martínez (PUR) |

## Eventos abertos
| Evento             | Ouro               | Prata                | Bronze              |
| ------------------ | ------------------ | -------------------- | ------------------- |
| Snipe detalhes     | Dave Chapin (USA)  | Santiago Lange (ARG) | Ivan Pimentel (BRA) |
| Lightning detalhes | ARG Argentina      | CAN Canadá           | BRA Brasil          |
| Soling detalhes    | USA Estados Unidos | CAN Canadá           | BRA Brasil          |
| Star detalhes      | CAN Canadá         | USA Estados Unidos   | BRA Brasil          |

## Quadro de medalhas
| Ordem | País               | Medalha de ouro | Medalha de prata | Medalha de bronze |    |
| ----- | ------------------ | --------------- | ---------------- | ----------------- | -- |
| 1     | USA Estados Unidos | 5               | 1                |                   | 6  |
| 2     | CAN Canadá         | 1               | 3                | 1                 | 5  |
| 3     | ARG Argentina      | 1               | 2                |                   | 3  |
| 4     | BRA Brasil         |                 | 1                | 4                 | 5  |
| 5     | CUB Cuba           |                 |                  | 1                 | 1  |
|       | PUR Porto Rico     |                 |                  | 1                 | 1  |
| TOTAL | TOTAL              | 7               | 7                | 7                 | 21 |

## Ligação externa
- Jogos Pan-Americanos de 1987